# Simone Ballard
Simone Berthe Ballard (26 de março de 1895 – 8 de outubro de 1974) foi uma cantora mezzo-soprano e contralto de óperas francesa, que cantou papéis de liederista, incluindo estreias, em La Monnaie, Bruxelas.

## Carreira
Simone Ballard nasceu em Paris. Ambos os seus pais estavam envolvidos na Ópera de Paris; o seu pai, Louis Ballard, como um baixo a partir de 1894 a 1897, enquanto que sua mãe, Berta Bronville (nascida em 6 de Março de 1865, em Paris), fez a sua estreia como soprano no papel de Alice na música Robert le diable, mas desistiu da sua carreira quando casou-se, em 1891.
Ballard recebeu uma educação precoce de piano e estudou voz no Conservatório nacional de Paris com Eugène Lorrain e Jacques Isnardon. Ela fez a sua estreia na Ópera de De Munt/La Monnaie, em 1921 como Amneris em Verdi com Aida. O desempenho lhe rendeu um compromisso na casa, onde ela cantou até 1940. Ela tomou parte em estreias, aparecendo em 2 de Maio de 1926 como a cunhada no Milhaud Les malheurs d'Orphee; em 28 de dezembro de 1927, no papel-título de Honegger da Antígona; e em 1929, de Sergei Prokofiev Le Joueur.
Ela apareceu nas primeiras encenações de várias óperas La Monnaie, incluindo Kseniya do enfermeiro na Modest Mussorgsky em Boris Godunov (1921), Khivria em Mussorgsky Justo em Sorochyntsi (1925), Tkatchikha em Nikolai Rimsky-Korsakov, O Conto do Czar Saltan (1926), A Mãe e A Libélula, e o copo chinês em Maurice Ravel L'enfant et les sortilèges (1926), Dèbora em Ildebrando Pizzetti do Dèbora e Jaéle (1929), e Orsola em Zandonai do La farsa amorosa (1933). Ela cantou cerca de 70 funções incluindo Açucena em Verdi Il trovatore, Dalila em Samson et Dalila por Saint-Saëns, e o papel-título de Massenet do Hérodiade. Ela interpretou trabalhos de palco de obras de Richard Wagner, como Madalena, em Die Meistersinger von Nürnberg, Brangäne em Tristan und Isolde e Fricka em Der Ring des Nibelungen. Ela também apareceu como a Condessa de Tchaikovsky em Cama de Copas, como Annina em Der Rosenkavalier por Strauss, como a avó, Manuel de Falla a La vida breve, e como Juno em Offenbach Orphée aux enfers
Ballard aposentou-se do palco em 1940 quando ela casou com o maestro e compositor Albert Wolff.